# Confessions of a Broken Heart
Confession of a Broken Heart è un singolo della cantante ed attrice statunitense Lindsay Lohan, estratto dall'album A Little More Personal (Raw) e pubblicato nel 2005.
Il brano, scritto dalla Lohan con KaraDioguardi e Greg Wells, parla del suo travagliato rapporto col padre Michael. Nel video, che ripercorre la sua tormentata storia familiare, ha fatto una comparsa anche la sorella più piccola Ali Lohan.

## Video
Il video ricostruisce la rassegnazione provata dalla cantante.

## Posizione raggiunta nelle varie classifiche di vendita
| Classifica (2005)             | Posizione raggiunta |
| ----------------------------- | ------------------- |
| Croatia Single Charts         | 21                  |
| U.S. Billboard Hot 100        | 57                  |
| U.S. Billboard Pop 100        | 42                  |
| Hot Digital Songs             | 14                  |
| Hot Videoclip Tracks          | 14                  |
| Hot Digital Tracks            | 10                  |
| Israëli Singles Chart         | 4                   |
| Australian ARIA Singles Chart | 7                   |